# Neil Bartlett
Neil Bartlett (ur. 15 sierpnia 1932 w Newcastle upon Tyne, zm. 5 sierpnia 2008 w Walnut Creek) – brytyjski i amerykański chemik specjalizujący się w chemii fluoru. W 1962 roku odkrył pierwszy związek chemiczny z gazem szlachetnym – heksafluoroplatynian ksenonu Xe+[PtF]−.
Studiował w King's College w Durham, gdzie w 1954 roku uzyskał stopień Bachelor of Science, a w 1958 roku obronił pracę doktorską. W tym samym roku został wykładowcą na Uniwersytecie Kolumbii Brytyjskiej, na którym pozostał do 1966 roku uzyskując tytuł profesora. Następnie rozpoczął jako profesor pracę na Uniwersytecie Princeton będąc równocześnie pracownikiem naukowym w Bell Laboratories. Od 1969 roku pracował na Uniwersytecie Kalifornijskim w Berkeley i w Lawrence Berkeley National Laboratory. W 1993 roku przeszedł na emeryturę, a w 1999 roku zakończył pracę w Berkeley Lab. W 2000 roku otrzymał amerykańskie obywatelstwo.